# 飞机迷
《飞机迷》（英語：Plane Crazy）是一部于1928年上映的美國動畫短篇電影，由華特·迪士尼和乌布·伊沃克斯执导。这部由华特迪士尼影业发行的动画片被視為米老鼠和他的女朋友米妮的首次亮相。该影片最初是一部无声电影。该片于1928年5月15日在剧院面向观众进行了试映，米高梅的一位高管观看了这部电影，但并不能确定这部影片的发行商。同年晚些时候，迪士尼发行了米奇的第一部有声动画片《汽船威利号》并获得了巨大成功。 
《飞机迷》于1929年3月17日作为有声动画片正式发行这是继《汽船威利号》、《飞奔的高卓人》和《穀倉之舞》（1929年）之后第四部公开上映和广泛发行的米奇电影。

## 劇情

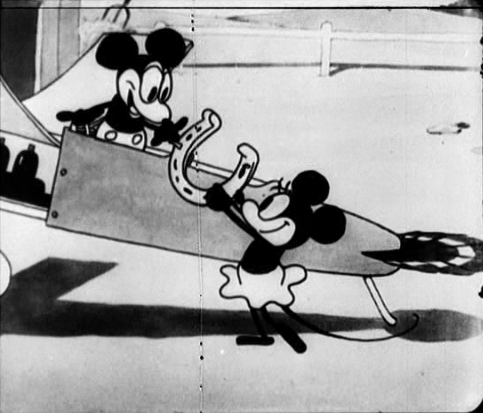
米妮在飞行前送给米奇一个马蹄铁作为幸运符

米奇正试图驾驶飞机来模仿查尔斯·林德伯格。在建造了自己的飞机后，他进行了模拟飞行以确保飞机可以安全飞行，但飞行失败并导致飞机被摧毁。他用一辆敞篷跑车和原来第一架飞机的残骸制造了另一架飞机，在女朋友米妮送给他一个代表着好运的马蹄铁之后，米奇邀请她和他一起进行第一次飞行。他们在夸张、不可能的情况下飞行，其间伴随着失控。克拉贝尔牛短暂地“乘坐”了这架飞机。 
米奇使用火鸡的尾巴作为他的飞机的尾巴的材料。一旦米奇重新控制了飞机，他就多次尝试亲吻米妮。当她拒绝时，他使用武力的方式来试图让她允许被亲吻：他分散了她的注意力，用将她扔出飞机并用飞机接住她的方式来吓唬她，然后试图通过这个方法来让他被允许吻她。米妮的反应是扇米奇一巴掌，然后用她的燈籠褲作为降落伞从飞机上跳出去。当米奇被她吸引导致分心的时候，飞机失去了控制，最终撞到了一棵树上。米妮随后落地，米奇嘲笑她裸露的灯笼裤。米妮然后怒气冲冲地走开，拒绝了他的爱意。米奇愤怒地扔出了米妮送给他的好运马蹄铁，马蹄铁在树上弹来弹去，击中了米奇，卡住了他的脖子，把他撞倒了；这会导致米奇眼冒金星，冒出的星星会飞向屏幕，其中一颗星星填满了整个屏幕，影片随之结束。

## 制作
该短片由沃尔特·迪士尼和乌布·伊沃克斯联合执导。同时伊沃克斯也是这部短片的唯一的一位動畫師，他在后台只花了两周时间制作该短片，以每天超过700张的速度绘制了该动画。 据推测，休·哈曼和鲁道夫·伊辛也可能参与了该短片的制作。  有声版本包含卡尔·W·斯托林录制的配乐，他于1928年10月26日，也就是在《汽船威利號》发行的前一个月，受聘录制了这首歌曲。 
这部影片是第一部使用镜头移动的动画电影。从飞机上拍摄的视角使镜头看起来像是在追踪地面。当他们拍摄这个场景时，他们在旋转的背景下堆放书籍，以使这部影片更接近这个视角。

## 评价
《電影日報》（1929年3月24日）評論道：
米老鼠透過駕駛飛機展示了他最新的滑稽動作。 這位漫畫家運用了他一貫的聰明才智，贏得了觀眾的陣陣笑聲。 這些笑聲不僅是因為音效與電影類型相得益彰，而且因為影片中誇張的吱吱聲、吼叫聲以及愚蠢的噪音極大地增強了喜劇效果。
《綜藝》（1929年4月3日）表示：
沃特·迪士尼的有声卡通片，由鮑爾斯電影音（Powers Cinephone）制作，也是是米老鼠系列动画之一。這是一個充滿活力的短片，長達六分鐘，充滿了荒謬的動作和適當的音樂伴奏。 對於任何擁有電視的家庭來說，這是一個愉快而滑稽的插曲。 迪士尼創造了一些生動的情節，其中一兩個有點大膽，但考慮到是動物角色，仍然可以接受。

## 家庭媒体
该短片于2002年12月2日在《華特迪士尼寶藏：黑白米奇》和2007年12月11日在《華特迪士尼寶藏：幸運兔奧斯華歷險記》发布。 

## 版权和保存状况
无声版于1928年5月26日，即在试映十一天后获得版权。无声版的版权于1956年3月14日更新有声版本于1930年8月9日获得版权，并于1957年12月16日更新， 但电影标题卡上的版权写着1929年（MCMXXIX）。 目前尚不清楚原版无声版与有声版之间改动有多大。
该电影的无声版于2024年在美国进入公有领域，但根据著作權年限延長法案，有声版将在 2025 年之前保留版权。 

## 后续影响
- 1930年，《飞机迷》的故事被改编并用于米老鼠漫画（英语：Mickey_Mouse_(comic_strip)）的第一个故事。这部改编作品题为《迷失荒岛》，由华特·迪士尼编剧，乌布·伊沃克斯和温·史密斯负责艺术创作。 [20]
- 在米老鼠短片《美好的九十年代（英语：The_Nifty_Nineties）》（1941年）中，米奇和米妮的汽车失控并撞上了一头牛。该场景几乎直接取自《飞机迷》 。
- 《米老鼠作品（英语：Mickey_Mouse_Works）》和《老鼠之家（英语：House_of_Mouse）》系列中的动画片《米奇的飞机套件》 （1999 年）也有类似的前提，其中米奇建造了自己的飞机来给米妮留下深刻印象。
- 在2015年電影《米奇之前的沃尔特（英语：Walt_Before_Mickey）》中，《飞机迷》成为主角。[21]
- 《疯狂飞机》在迪士尼乐园的主街电影院中连续循环播放，但在威利汽船旁边静静地播放。 [22]
- 飞机、马蹄铁和书籍《如何飞翔》作为《飞机迷》的道具在迪士尼乐园米奇和米妮的逃亡铁路（英语：Mickey & Minnie's Runaway Railway）景点的队列中展示。[23]

## 外部連結
- 维基共享资源上的相關多媒體資源：飞机迷
- 维基文库中的文獻全文：飞机迷
- YouTube上的Plane Crazy (official posted by 華特迪士尼動畫工作室)
- 互联网电影数据库（IMDb）上《飞机迷》的资料（英文）
- 大卡通資料庫上《飞机迷》的資料（英文）

- Plane Crazy at Disney A to Z
- Plane Crazy at The Encyclopedia of Disney Animated Shorts （页面存档备份，存于）